# 9×39mm
9×39mm là một loại đạn súng trường của Liên Xô.